# Chris Watson (muzyk)
Christopher Richard Watson (ur. 10 grudnia 1952 w Sheffield) – angielski muzyk i realizator dźwięku. Specjalizuje się w nagrywaniu odgłosów otoczenia i wykorzystywaniu ich w filmach dokumentalnych, a także do tworzenia muzyki eksperymentalnej. Był jednym z założycieli zespołu Cabaret Voltaire.
Jego płyta Weather Report znalazła się w zestawieniu „1000 albumów które musisz usłyszeć przed śmiercią”, przygotowanym przez dziennik The Guardian.

## Dyskografia

### Albumy solowe
- Stepping into the Dark (1996)
- Outside the Circle of Fire (1998)
- Weather Report (2003)
- Cima Verde (2008)
- El Tren Fantasma (2011)

### Albumy wspólne
- Star Switch On (2002)
- Number One (2005)
- Storm (2006)
- Siren (2006)
- Cross-Pollination (2011)